# Unforgiven (2004)
Unforgiven (2004) foi um evento de luta profissional em formato pay-per-view produzido pela WWE e patrocinado pela Clearasil que ocorreu em 12 de setembro de 2004, no Rose Garden em Portland, Oregon. Este foi o sexto evento da cronologia do Unforgiven e o décimo pay-per-view de 2004 no calendário da WWE. Contou com a participação dos lutadores exclusivos do programa Raw.

## Resultados
| No.                            | Resultados                                                                  | Estipulação                                                 | Tempo        |
| ------------------------------ | --------------------------------------------------------------------------- | ----------------------------------------------------------- | ------------ |
| Sunday Night Heat              | Maven derrotou Rodney Mack (com Jazz)                                       | Luta individual                                             | Desconhecido |
| 1                              | Chris Benoit e William Regal derrotadram Evolution (Ric Flair e Batista)    | Luta de duplas                                              | 15:05        |
| 2                              | Trish Stratus (c) (com Tyson Tomko) derrotou Victoria                       | Luta individual pelo WWE Women's Championship               | 08:21        |
| 3                              | Tyson Tomko derrotou Steven Richards                                        | Luta individual                                             | 06:24        |
| 4                              | Chris Jericho derrotou Christian                                            | Luta de escadas pelo vago WWE Intercontinental Championship | 22:29        |
| 5                              | Shawn Michaels derrotou Kane (com Lita)                                     | Luta sem desqualificações                                   | 18:02        |
| 6                              | La Résistance (Sylvain Grenier e Robért Conway) (c) derrotou Tajiri e Rhyno | Luta de duplas pelo World Tag Team Championship             | 09:40        |
| 7                              | Triple H derrotou Randy Orton (c)                                           | Luta individual pelo World Heavyweight Championship         | 24:45        |
| (c) – Campeão(s) antes da luta |                                                                             |                                                             |              |